# Dominique Lapierre
Pour les articles homonymes, voir Lapierre.
Dominique Lapierre, né le 30 juillet 1931 à Châtelaillon-Plage (Charente-Inférieure) et mort le 2 décembre 2022 à Sainte-Maxime (Var), est un écrivain et philanthrope français.

## Biographie
Né à Châtelaillon en France d'un père diplomate, Dominique Lapierre a habité à Paris durant sa jeunesse pendant la Seconde Guerre mondiale. Il vit aux États-Unis, à La Nouvelle-Orléans où son père, professeur à l'université est nommé consul de France. Il revient en France et étudie au lycée Condorcet,. Alors qu'il n'est que lycéen, il obtient le grand prix de la Fondation Zellidja, une bourse pour financer un voyage et part seul pour Mexico,. Il en tire son premier ouvrage et se voit publié aux éditions Bernard Grasset.
Passionné d'automobiles, il en a possédé plusieurs, notamment des Rolls-Royce.
Il travaille comme laveur de carreaux en Amérique du Sud puis comme correspondant de guerre en Corée avant de devenir journaliste à Paris Match en 1956,,. Cette année-là, il obtient l'autorisation, grâce à l'intervention de Vincent Auriol et du maréchal Boulganine, de faire un grand reportage en Union soviétique qu'il effectue avec le reporter photographe Jean-Pierre Pedrazzini, accompagnés de leurs épouses, Aliette et Annie. Ils sont accompagnés du journaliste soviétique Slava ainsi que de son épouse Vera à partir de Moscou, mais sans agents de l'Intourist. Ils effectuent un périple de 13 000 km en trois mois, de la Pologne jusqu’au Caucase, au volant de la première voiture occidentale à pénétrer dans l'URSS post-stalinienne, une Simca Marly,. Trois mois après leur retour en France, Jean-Pierre Pedrazzini est tué en couvrant l'insurrection de Budapest. Leur reportage et ses photos ne seront publiés et développés qu'à partir de février 1957.
Sa collaboration avec l'écrivain américain Larry Collins voit la publication de six livres à succès dont Paris brûle-t-il ? adapté au cinéma. Il a aussi coécrit des ouvrages avec l'espagnol Javier Moro et Jean-Pierre Pedrazzini.
Il est membre du comité de parrainage de la Coordination française pour la décennie de la culture de paix et de non-violence[réf. souhaitée].
En 1972, il part vivre en Inde, y mener une enquête sur l'indépendance et en publie l'ouvrage Cette nuit la liberté. À la suite du succès de son roman La Cité de la joie, vendu à plusieurs millions d'exemplaires et dont la moitié des droits d'auteur sont reversés pour lutter contre la misère en Inde, il crée des œuvres caritatives. Son livre a reçu le prix Vérité de la ville du Cannet en 1986. Le roman a été traduit dans plus de trente langues et adapté au cinéma, sous le même titre. Dominique Lapierre parlait couramment le bengali.
Il fonde l'association « Action pour les enfants des lépreux de Calcutta » qui sera plus tard renommée « La Cité de la joie ». Ses actions ont permis de venir en aide aux enfants indiens, de créer des écoles, de mobiliser des bateaux-hôpitaux et d'aider les femmes de Bhopal. Le 6 mai 2008, le gouvernement indien décerne à Dominique Lapierre la médaille Padma Bhushan pour les actions en faveur des plus démunis qu'il mène dans le pays depuis de nombreuses années,.
Il s'est marié deux fois dans sa vie et a eu sa fille, Alexandra Lapierre, de son premier mariage avec Aliette (décédée en 2018)[réf. souhaitée].
Il vivait à Ramatuelle lorsqu'en 2012, en allant voter, il fait une chute et est hospitalisé, mais il reste fortement touché après sa sortie de l'hôpital. Il est pensionnaire d'un établissement spécialisé pour personnes âgées dépendantes. Son état de santé déclinant, la justice varoise écarte son épouse Dominique Conchon-Lapierre et le place sous tutelle en 2014,.
Dominique Lapierre meurt à Sainte-Maxime, le 2 décembre 2022 à l'âge de 91 ans,,. Il est inhumé au cimetière de Ramatuelle.

## Œuvres
Seul
- Un dollar les mille kilomètres, Éditions Bernard Grasset, 281 p., 1950; réédition sous le titre Un dollar les 1000 kilomètres : coll. « Ma Première Bibliothèque », Paris, Éditions Bias, illustrations André Jourcin, 120 p., 1957
- Lune de miel autour de la terre, 1953
- Chessman m'a dit, 1960
- La Cité de la joie, 1985
- Plus grands que l'amour, 1990
- Mille soleils, 1997
- Il était une fois l'URSS : Le fantastique raid automobile de deux jeunes couples français sur les routes interdites du pays des Soviets, Éditions Robert Laffont, 2005
- Un arc-en-ciel dans la nuit, 2008

Avec Larry Collins
- Paris brûle-t-il ?, récit, 1965
- …Ou tu porteras mon deuil, récit, 1968
- Ô Jérusalem, 1971
- Cette nuit la liberté, récit sur l'indépendance des Indes, 1975  (ISBN 2266061399)
- Le Cinquième Cavalier, roman, 1980
- New York brûle-t-il ?, roman, réécriture actualisée de Le Cinquième Cavalier, 2004  (ISBN 2-7441-7404-1)

Avec Jean-Pierre Pedrazzini
- Russie portes ouvertes, itinéraires du voyage en U.R.S.S, préface de Gaston Bonheur éditions Vie, Lausanne 1957

Avec Javier Moro
- Il était minuit cinq à Bhopal, récit, 2001

### Film
- En liberté sur les routes d'URSS, film de Dominique Lapierre et Jean-Pierre Pedrazzini, commentaire d’Yvan Audouard, Société Nouvelle de Cinématographie, 1957, 1 h 11 min[14].